# Gebrontshausen
Gebrontshausen ist ein Ortsteil des Marktes Wolnzach im oberbayerischen Landkreis Pfaffenhofen an der Ilm. 

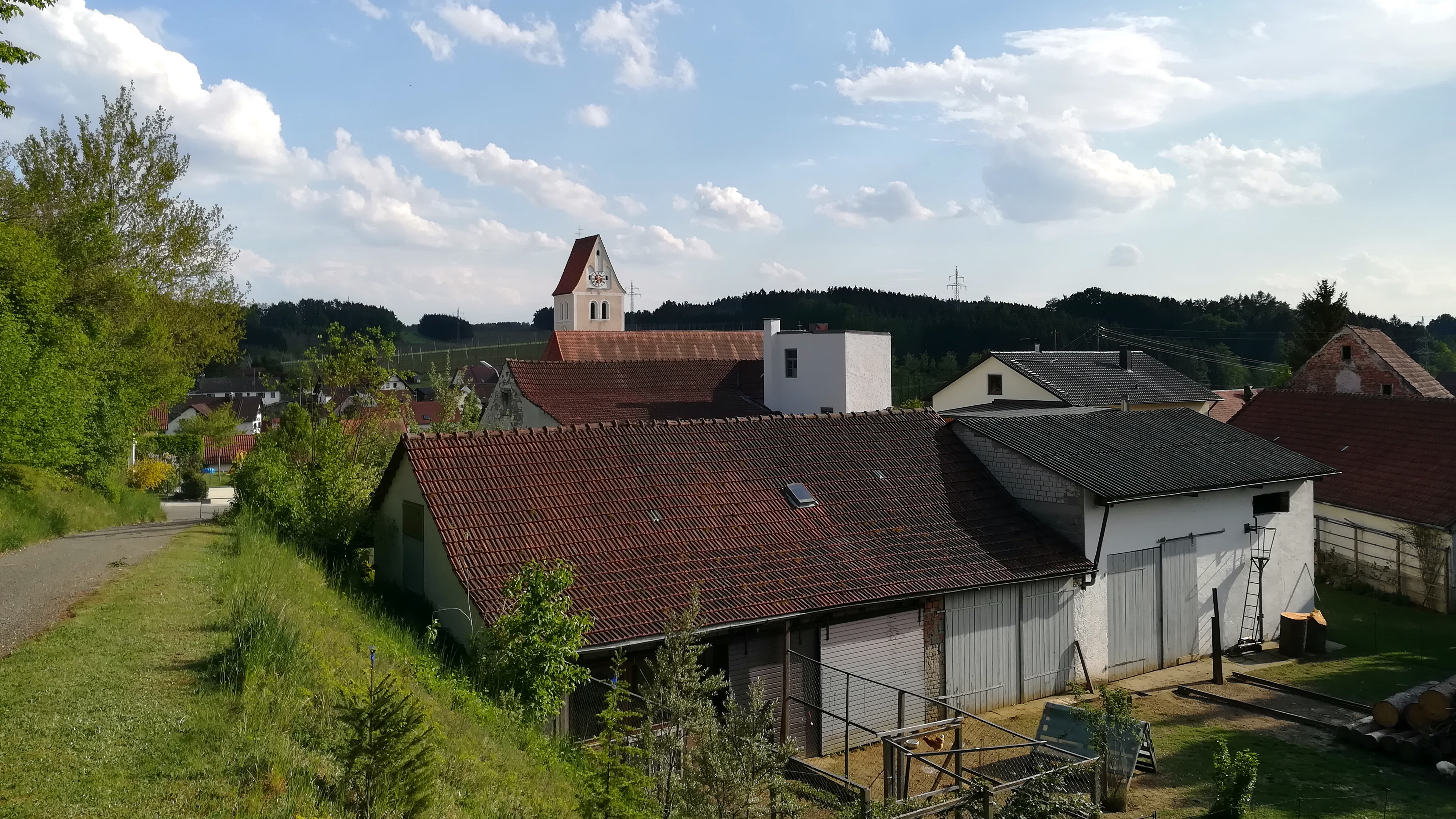
Blick auf Gebrontshausen

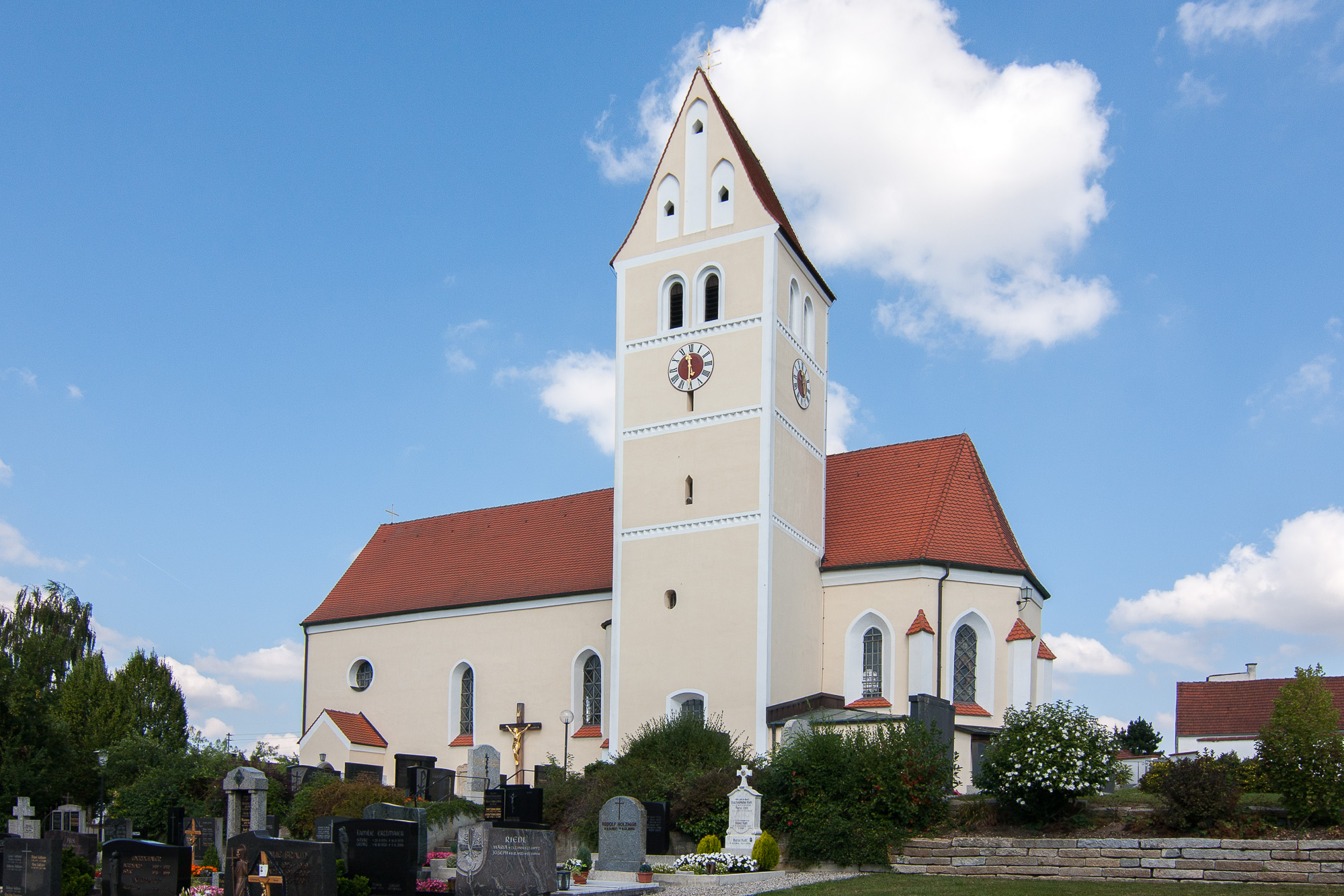
Die Pfarrkirche „Maria auf dem Weißen Berg“

## Geographie
Das Pfarrdorf liegt im fruchtbaren Tertiärhügelland der Hallertau, dem größten zusammenhängenden Hopfenanbaugebiet der Welt.

## Geschichte
Die katholische Pfarrkirche Mariä Empfängnis ist eine verputzte Saalkirche mit polygonalem Chorschluss und südlichem Chorflankenturm mit Steilsatteldach, Langhaus und Chor mit Stichkappentonnen mit später aufgesetzten Graten. Sie stammt aus dem 15. Jahrhundert, die Ausstattung aus dem 18. Jahrhundert. Die auch unter dem Namen „Maria auf dem Weißen Berg“ bekannte Kirche prägt das Ortsbild von Gebrontshausen und war lange eine bedeutende Wallfahrtskirche.
Gebrontshausen wurde im Zuge der Verwaltungsreformen in Bayern durch das Gemeindeedikt von 1818 eine selbstständige politische Gemeinde, zu der auch das Kirchdorf Jebertshausen gehörte. Am 1. Juli 1971 wurde Gebrontshausen (mit Jebertshausen) in den Markt Wolnzach eingegliedert.